# Salak (Bagan Sinembah)
Salak is een bestuurslaag in het regentschap Rokan Hilir van de provincie Riau, Indonesië. Salak telt 895 inwoners (volkstelling 2010).